# Heterolaophonte minuta
Heterolaophonte minuta är en kräftdjursart som först beskrevs av Boeck 1872.  Heterolaophonte minuta ingår i släktet Heterolaophonte och familjen Laophontidae. Arten är reproducerande i Sverige. Inga underarter finns listade i Catalogue of Life.